# Agrilus plurifrons
Agrilus plurifrons – gatunek chrząszcza z rodziny bogatkowatych i podrodziny Agrilinae.

## Taksonomia
Gatunek ten opisany został po raz pierwszy w 2019 roku przez Eduarda Jendeka i Oto Nakládala na łamach Journal of Asia-Pacific Entomology. Jako miejsce typowe wskazano Taunggyi w stanie Szan w Mjanmie. Epitet gatunkowy oznacza po łacinie „wieloczelny” i odnosi się do dymorfizmu płciowego w barwie czoła owada.

## Morfologia
Chrząszcz o wydłużonym, klinowatym w zarysie, wysklepionym ciele długości od 4 do 5 mm, z wierzchu głównie jednobarwnym. Głowa ma płytki wcisk środkowy, powierzchownie i gęsto pomarszczone ciemię, większe niż połowa jego szerokości, ale mniejsze niż cała jego szerokość oczy i piłkowane począwszy od czwartego członu czułki. Czoło samców jest złocistozielone, samic zaś ciemnokarminowe. Poprzeczne przedplecze ma wystający przed przednie kąty, szeroko łukowaty płat przedni, proste, a przed ostrymi kątami tylnymi zafalowane brzegi boczne, a żeberka boczne zbieżne i niepołączone. Na powierzchni przedplecza występuje para wcisków tylno-bocznych.  Pokrywy pozbawione są żeberek barkowych i mają osobno ukośnie prawie ścięte wierzchołki z wystającymi kątami przyszwowymi. Przedpiersie ma duży płat przedni z wąsko, głęboko, łukowato wykrojoną krawędzią oraz lekko rozszerzony wyrostek międzybiodrowy o prostych brzegach bocznych i ostrych kątach. Wyrostek zapiersia jest wklęśnięty. Wierzchołkowa krawędź pygidium jest łukowata. Ostatni sternit odwłoka ma łukowato zafalowany rowek przykrawędziowy. Samiec ma symetryczny edeagus o płacie środkowym znacznie szerszym niż paramery.

## Rozprzestrzenienie
Owad orientalny, znany z prowincji Luang Prabang w Laosie oraz prowincji Mandalaj i stanu Szan w Mjanmie.